# Jeep Wagoneer S
Jeep Wagoneeer S – elektryczny samochód osobowy typu SUV klasy wyższej produkowany pod amerykańską marką Jeep od 2024 roku.

## Historia i opis modelu
We wrześniu 2022 Jeep przedstawił plany rozbudowy swojej oferty o pierwsze dwa samochody elektryczne opracowane od podstaw z myślą o tym napędzie, już po powstaniu koncernu Stellantis. Pierwszym z nich został duży, wyższej klasy SUV Wagoneer S, który ostatecznie miał swoją premierę niespałna dwa lata później - pod koniec maja 2024. Samochód oparty został na modułowej platformie STLA Large, wyróżniając się smukłą sylwetką z łagodnie opadającą linią dachu o rozbudowanym spojlerem tylnym optycznie wydłużającym linię dachu. Pas przedni z typowym dla produktów firmy wąskim, siedmioszczelinowy grillem, zyskał dodatkowe oświetlenie współgrające z wąskimi reflektorami. 
Pomimo masywnej, ciężkiej sylwetki SUV-a, producent skoncentrował się na uzyskaniu jak najbardziej aerodynamicznych właściwości - ze współczynnikiem Cx wynoszącym 0,29. Pomogły w tym m.in. nakładki na nadkola, osłona na podwozie, a także osłony progów. 
Kabina pasażerska utrzymana została z kolei w estetyce tożsamej m.in. z modelem Grand Cherokee, zyskując masywną deskę rozdzielczą z dwuramienną kierownicą, wysoko zabudowanym tunelem środkowym z pokrętłem do wyboru trybów jazdy i rozbudowanym zestawem ekranów. Te utworzyły kolejno: cyfrowe zegary, panel klimatyzacji, centralny dotykowy wyświetlacz sytemu multimedialnego (12,3 cala) i jeszcze dodatkowy, czwarty ekran dla pasażera (10,25 cala), razem o łącznej przekątnej 45 cali. Ponadto producent zastosował 19-głośnikowy system nagłośnieniowy McIntosh, a poza tylnym bagażnikiem o pojemności 886 litrów przewidziano także mniejszy, przedni pod maską o pojemności 80 litrów.

### Sprzedaż
Jeep Wagoneer S został zbudowany z myślą o globalnych rynkach zbytu, w pierwszej kolejności trafiając jednak do sprzedaży na rodzimym rynku amerykańskim jesienią 2024. Tam najtańsza specyfikacja elektrycznego SUV-a została wyceniona na 71 tysięcy dolarów.

### Dane techniczne
Wagoneer S wyposażony został w napęd elektryczny tworzony przez dwa silniki o łącznej mocy 600 KM, które przenoszą moc na obie osie. Maksymalny moment obrotowy układu wyniósł 800 Nm, zapewniając sprint od 0 do 100 km/h w 3,4 sekundy. Zasięg pojazdu w trybie miesznym dzięki akumulatorowi 100,5 kWh określono na ok. 480 kilometrów według amerykańskich norm pomiarowych